# رئیس اشرف
رئیس اشرف (انگلیسی: Reis Ashraf؛ زادهٔ ۱۶ سپتامبر ۱۹۸۸) بازیکن فوتبال اهل پاکستان است.
از باشگاه‌هایی که در آن بازی کرده‌است می‌توان به باشگاه فوتبال لیمینگتون و باشگاه فوتبال باکینگهام تاون اشاره کرد.
وی همچنین در تیم ملی فوتبال پاکستان بازی کرده‌است.